# Première circonscription de la préfecture de Gunma
La première circonscription de la préfecture de Gunma (群馬県第1区, Gunma-ken dai-ikku) est l'une des cinq circonscriptions législatives que compte la préfecture de Gunma au Japon.

## Description géographique
Entre 1994 et 2013, la première circonscription de la préfecture de Gunma regroupait les villes de Maebashi et Numata et les districts de Seta (ja) et Tone.
Entre 2013 et 2022, elle réunissait les villes de Maebashi et Numata, une partie des villes de Kiryū, Shibukawa et Midori et le district de Tone.
Depuis 2022, elle comprend les villes de Maebashi et Numata et le district de Tone,.

## Députés
| Législature | Début de mandat | Fin de mandat | Député élu             | Parti politique | Parti politique |
| ----------- | --------------- | ------------- | ---------------------- | --------------- | --------------- |
| 41e         | 1996            | 2000          | Kōji Omi               |                 | PLD             |
| 42e         | 2000            | 2003          | Gen'ichirō Sata (ja)   |                 | PLD             |
| 43e         | 2003            | 2005          | Kōji Omi               |                 | PLD             |
| 44e         | 2005            | 2009          | Gen'ichirō Sata        |                 | PLD             |
| 45e         | 2009            | 2012          | Takeshi Miyazaki (ja)  |                 | PDJ             |
| 46e         | 2012            | 2014          | Gen'ichirō Sata        |                 | PLD             |
| 47e         | 2014            | 2017          | Gen'ichirō Sata        |                 | PLD             |
| 48e         | 2017            | 2021          | Asako Omi              |                 | PLD             |
| 49e         | 2021            | 2024          | Yasutaka Nakasone (ja) |                 | PLD             |
| 50e         | 2024            | -             | Yasutaka Nakasone (ja) |                 | PLD             |